# أنتوني هنري
أنتوني هنري (بالإنجليزية: Anthony Henry)‏ هو لاعب كرة قدم أمريكية أمريكي، ولد في 3 نوفمبر 1976 في فورت مايرز في الولايات المتحدة.

## وصلات خارجية
- أنتوني هنري على موقع مرجع كرة القدم المحترفة.كوم (الإنجليزية)